# Șieu (Bistrița-Năsăud)
Șieu é uma comuna romena localizada no distrito de Bistrița-Năsăud, na região histórica da Transilvânia. A comuna possui uma área de 71.98 km² e sua população era de 3186 habitantes segundo o censo de 2007.